# Phragmatobia punctata
Phragmatobia punctata är en fjärilsart som beskrevs av Saleron 1935. Phragmatobia punctata ingår i släktet Phragmatobia och familjen björnspinnare. Inga underarter finns listade i Catalogue of Life.